# Gardemaß

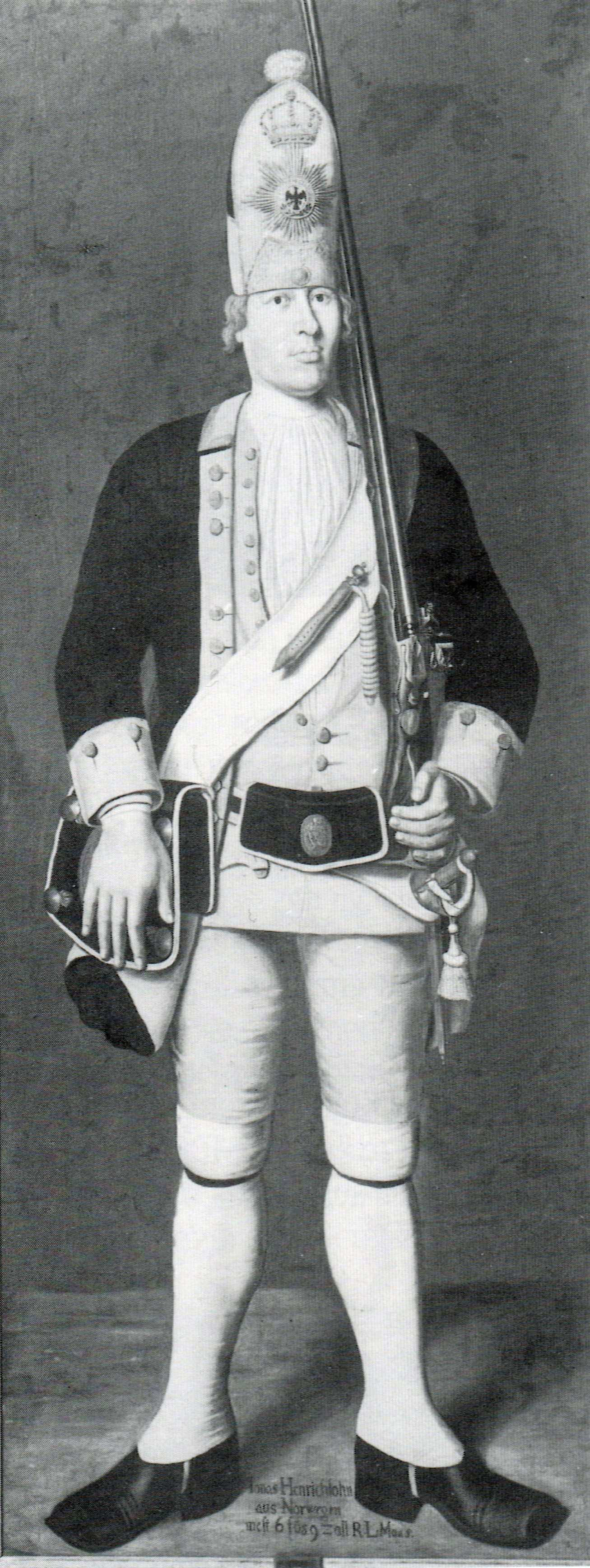
Ölgemälde von dem Grenadier Jonas Erikson vom Königsregiment mit einer Körpergröße (Gardemaß) von 2,12 Meter (1718)

Das Gardemaß definiert im ursprünglichen militärischen Sprachgebrauch eine bestimmte Körpergröße, welche die Tauglichkeit zur jeweiligen Gardeeinheit aufweist. Der ursprüngliche Gedanke dahinter war, dass sich durch die einheitliche Größe der Soldaten in der jeweiligen Garde ein einheitliches Bild bei Paraden ergibt.
Das Gardemaß wurde besonders im Königreich Preußen angewandt. Das Leibregiment Friedrich Wilhelms I. wurde nach dessen Krönung 1713 zum Königsregiment, dessen Soldaten als die Langen Kerls bekannt wurden.
Im heutigen Sprachgebrauch wird der Begriff „ein entsprechendes Gardemaß haben“ auf alle äußerlichen Merkmale ausgeweitet, um die beschriebene Person – rein äußerlich – zu einer bestimmten Gruppe zuzuordnen.

## Gardemaß in der römischen Armee
Erste schriftliche Überlieferungen über ein Mindestmaß bei der römischen Armee stammen von Flavius Vegetius Renatus.
Er stellt besonders die gute physische Verfassung von Soldaten als eminentes Merkmal heraus.
Bei der Musterung soll sich die körperliche Verfassung der Rekruten auf Körperhaltung, Körpersprache, Gliedmaßen, Gesicht, Augen und Größe fokussieren. Der ideale Legionär sollte dabei über einen muskulösen Oberkörper sowie über starke Arme und Hände verfügen.
Für Renatus beträgt die ideale Größe eines Soldaten zwischen fünf und sechs römische Fuß (1 röm. Fuß = 29,6 cm). Er verweist in seinen Ausführungen zum Idealmaß auf die sogenannte „Vorzeit“, ohne diese Zeitspanne präzise zu benennen.
Als einer der ersten römischen Kaiser aus der von Renatus beschriebenen „Vorzeit“, der ein Gardemaß für eine römische Truppengattung eingeführt hatte, kann Kaiser Nero aufgeführt werden. Nero ließ eine Legion mit einem Mindestmaß von mindestens sechs römischen Fuß aufstellen, die Legio I Italica. Zu dieser Zeit waren allerdings sechs römische Fuß nicht das Mindestmaß der Legionäre, denn die sechs Fuß waren ein außergewöhnliches großes Gardemaß. Laut dem Codex Theodosianus lag das erforderliche Mindestmaß um 367 n. Chr. bei fünf Fuß (pedes) und sieben Fingerbreiten (digiti).

## Gardemaß im Königreich Preußen
Einen Höhepunkt der Aufstellung von Gardetruppen mit einem normierten Gardemaß wurde in Preußen unter der Ägide von Friedrich Wilhelm I. praktiziert. 1713 wurde Friedrich Wilhelm I. König in Preußen und sein Leibregiment erhielt die Aufwertung zur Garde, die für Ehrenwachdienste oder repräsentative Zwecke eingesetzt wurde. Keiner der Gardesoldaten durfte eine Körpergröße von weniger als sechs preußischen Fuß (1,88 Meter) aufweisen.
Zur Beschaffung von geeigneten Rekruten wurden den Werbern vom preußischen König alle verfügbaren Mittel bereitgestellt. So zogen viele preußische Werber durch die umliegenden Länder und warben geeignete Rekruten mittels Geld, Entführung oder Gewalt. Die wenigsten der neuen Rekruten kamen freiwillig. Viele großgewachsene Männer flohen deshalb aus dem Königreich Preußen, um sich vor dem Zugriff der preußischen Werber zu entziehen. Ausländer mit besonderer Körpergröße wollten nicht mehr in Preußen studieren. Ein prominentes Beispiel ist der hochgewachsene Dichter Johann Christoph Gottsched, der 1724 von Königsberg nach Leipzig floh, um nicht in das Garderegiment des Königs eingezogen zu werden.
1721 trat der preußische König der Westindien-Kompanie der Vereinigten Niederlande Groß Friedrichsburg für 7200 Dukaten und zwölf groß gewachsene Afrikaner für seine Garde ab. 36 Millionen Taler mussten die preußischen Steuerzahler während seiner Regierungszeit für die Aufstellung und den Unterhalt des Regiments aufbringen.

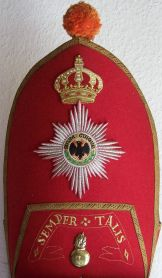
Mütze der Grenadiere des Königsregiments (Lange Kerle), Preußen um 1720

Optisch vergrößert wurde die für damalige Verhältnisse riesenhafte Größe noch durch die hohe rote Grenadiermütze.
Gefundene Knochenpräparate eines anonymen Langen Kerls wiesen eine Größe von 2,23 Meter auf.
Friedrich Wilhelm I. überließ die sterblichen Überreste seiner Soldaten oft dem 1713 eingerichteten Anatomischen Theater in Berlin zu medizinischen Zwecken, bevor sie mit militärischen Ehren bestattet wurden.
Der russische Zar Peter I. pflegte sich alljährlich für die kostbaren Geschenke, die ihm der preußische König gemacht hatte, mit einer Lieferung von „Riesen“ zu revanchieren. Die Besoldung und Verpflegung der preußischen Garderiesen lag weit über dem damaligen Durchschnitt. Der König stiftete seinen Gardisten Land und Häuser. Um eine besonders große Anzahl von großen Menschen in Preußen anzusiedeln, vermählte der König diese mit großen und kräftigen Bauernmädchen und übernahm Patenschaften für die Kinder aus dieser Ehe.
Besonders große Mitglieder der Garde waren:
- Der Ire James Kirkland wies eine Körpergröße von 2,17 Meter auf;
- Jonas Heinrichson mit einer Körpergröße von 2,12 Meter. Er diente zwischen 1713 und 1736 bei den Langen Kerls.[7]

Nur extreme Hässlichkeit, Hautkrankheiten oder fehlende Schneidezähne waren Ausschlussgründe für den Dienst in der Garde.
Ohne vorhandene Schneidezähne konnten die Papierpatronen für die Munitionierung der Musketen nicht abgebissen werden. Die Ladung bestand aus Papierkugeln, die um Schwarzpulver und unterkalibrige Rundkugeln gewickelt waren. Zum Laden musste das Ende der Papierpatronen mit den Zähnen abgebissen werden, um mit dem Schwarzpulver die Pulverpfanne des Schlosses zu befüllen. Der Rest des Pulvers wurde in den Lauf geschüttet. Danach konnte das Geschoss mit dem Papier in den Lauf gesteckt werden und mithilfe des Ladestocks fest auf die Pulverladung gestopft werden.
Das Königsregiment hatte sich demnach zu einer experimentalen Einheit entwickelt, in dem die für die gesamte Armee verbindlichen Exerzierreglements erprobt und ausgearbeitet wurden, das aber gleichzeitig die Repräsentationsfunktion erfüllte.
Diese Gardeeinheit wurde von Friedrich II. auf ein Bataillon reduziert, dienstältere Soldaten wurden auf bestehende Regimenter, vor allem seinem persönlichen Regiment Garde und dem Füsilier-Regiment seines Bruders verteilt zugeordnet.

## Gardemaß in der Neuzeit

### China

#### Frauengarde
In der chinesischen Armee existieren auch reine Frauengarden. Das entsprechende Gardemaß ist mit 1,75 Meter angegeben.

### Deutschland

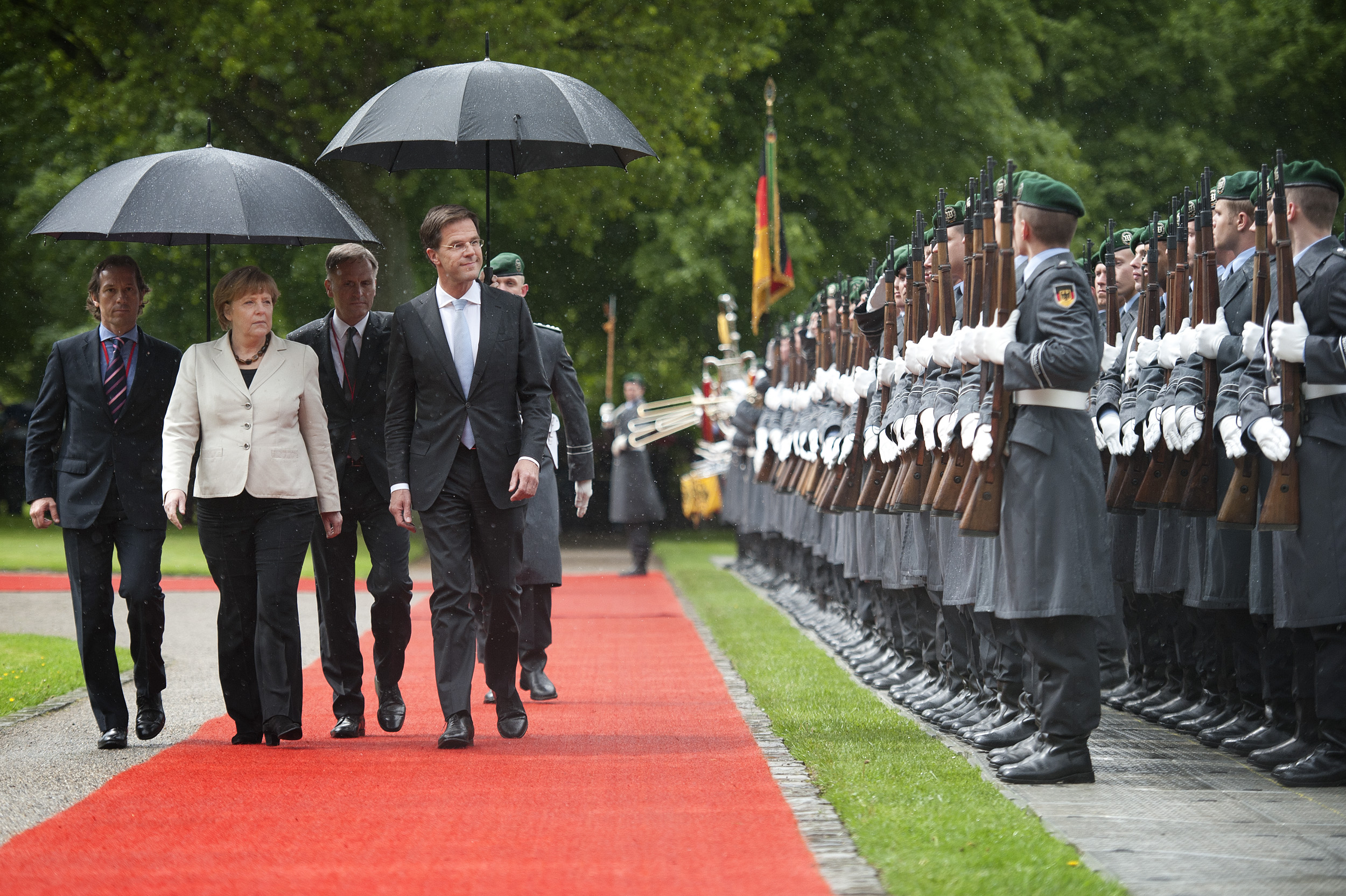
Einheitliche Aufstellung der Soldaten nach Körpergröße beim Empfang von Mark Rutte (Wachbataillon im Mai 2013)

#### Nationale Volksarmee
Im Wachregiment „Friedrich Engels“ galt das Gardemaß von mindestens 1,80 Meter. Die speziell ausgesuchten Gardisten wurden aus den Reihen von Reservisten und Wehrpflichtigen ausgewählt. Nach damaligen Vorgaben sollten die Wehrkreiskommandos Bewerber auswählen, die zudem noch „fotogen“ sein sollten.

#### Bundeswehr
Die „Gardetruppe“ der Bundeswehr ist das Wachbataillon beim Bundesministerium der Verteidigung (WachBtl BMVg). Die formale Tauglichkeit definiert sich durch folgende Anforderungen:
- Soldaten müssen nicht nur den höchsten Tauglichkeitsgrad T1 besitzen, für sie gilt auch der Zusatz X1 - kein Bart, kein sichtbarer Bauch, keine starke Sehschwäche.[13]
- Körpergröße zwischen 1,75 Meter und 1,95 Meter
- Fitness
- Mindestalter: im 17. Lebensjahr

### Österreich

#### Bundesheer
Beim Gardebataillon gelten folgende Kriterien:
- Mindestgröße: 1,76 Meter
- keine Vorstrafen
- volle Tauglichkeit

### Heiliger Stuhl

#### Päpstliche Schweizergarde
- Körpergröße: Die Richtgröße liegt bei 1,74 Meter.[15]
- Einwandfreie Gesundheit: Vor Antritt der Rekrutenschule wird eine ärztliche Untersuchung in der Schweiz durchgeführt. Während der Ausbildung zum Gardisten fallen zusätzliche Gesundheitschecks an und mittels eines psychologisch-physischen Tests wird die Belastbarkeit der Rekruten geprüft.
- Die Schweizergarde ist ein rein männliches Korps.
- Alter: Mindestalter von 19 Jahren und ein Maximalalter von 30 Jahren.
- Schweizer Staatsbürger
- Römisch-katholischer Glauben

## Polizei

### Polizei (Deutschland)
- Bei der Landespolizei beträgt das Mindestmaß, je nach Bundesland, zwischen 1,60 Meter und 1,68 Meter.

- Eine Ausnahme bildete kurzfristig das Bundesland Nordrhein-Westfalen, hier klagte eine Bewerberin gegen die Mindestmaßentscheidung und bekam Recht.[16] Das Verwaltungsgericht in Düsseldorf urteilte, Bewerber für den Polizeidienst dürften nicht wegen ihrer Größe vom Auswahlverfahren ausgeschlossen werden. Ein Polizeisprecher des Landesamtes für Ausbildung führte jedoch aus, dass „eine gewisse Körpergröße und körperliche Präsenz (…) für die Arbeit bei der Polizei wichtig“ sei.[17] Im Mai 2018 wurde die Mindestgröße von 1,63 Meter für alle Bewerber der Polizei-NRW per Erlass festgesetzt. Diese Entscheidung fußte auf einem neuen Urteil des Verwaltungsgerichts Düsseldorf: Die Einheitsgröße sei „sachgerecht und sehr nachvollziehbar“, sagte Richter Andreas Müller in der Urteilsbegründung.[18]

- Hessen hält an der Mindestgrößenregelung für Bewerber fest. So urteilte das Verwaltungsgericht Darmstadt im August 2016: „Die Festsetzung einer Mindestkörpergröße von 1,60 m für die Einstellung in den Polizeivollzugsdienst ist sachlich gerechtfertigt, um eine störungsfreie Wahrnehmung polizeilicher Aufgaben zu gewährleisten.“[19]

- Bei der Bundespolizei wird eine Mindestgröße von 1,65 Meter bei Männern und 1,63 Meter bei Frauen verlangt.

## Zivilgesellschaft

### Luftfahrt
In der zivilen Luftfahrt wurde von einigen Fluggesellschaften ein Gardemaß für ihre Flugbegleiter festgelegt, diese Restriktion stieß jedoch auf Kritik:
- Die russische Fluglinie Aeroflot hat eine rechtliche Niederlage gegen zwei ihrer Stewardessen einstecken müssen – zumindest teilweise. Ein russisches Gericht urteilte, dass die Fluggesellschaft ihren Angestellten nicht vorschreiben darf, welche Uniformgröße sie tragen sollten. Vorher hatte Aeroflot die russische Größe 48 (EUR 42 bzw. L) als Maximum vorgeschrieben.[20]

- Einige asiatische Airlines achten auf den Taillenumfang ihrer Flugbegleiter. Verfehlen sie das Gardemaß, werden sie zunächst auf schlechter entlohnte Flüge und anschließend zum Bodenpersonal versetzt.[21]

### Modelberuf
Im deutschsprachigen Raum ist seit dem Jahr 2012 für die Teilnahme an der TV-Show Germany’s Next Topmodel eine Mindestkörpergröße von 1,76 Meter vorgesehen. In den früheren Folgen war die o. g. Körpergröße noch nicht maßgebend. So wiesen die vergangenen Gewinnerinnen Barbara Meier (1,74 Meter) und Jana Beller (1,73 Meter) eine geringere Körpergröße auf. Die Gewinnerin aus dem Jahr 2009, Sara Nuru, schafft es mit ihrer Größe von 1,76 Meter die geforderte Mindestgröße genau zu erreichen. Diese Regelung wurde aber zwischenzeitlich aufgehoben.